# Elecciones provinciales de Formosa de 1973
Las elecciones generales de la provincia de Formosa de 1973 tuvieron lugar entre marzo y abril del mencionado año con el objetivo de restaurar las instituciones democráticas constitucionales de la provincia después de casi siete años de la dictadura militar autodenominada Revolución Argentina y a dieciocho del Partido Justicialista (PJ). Se debía elegir al gobernador para el período 1973-1977 y a los 25 escaños de la Cámara de Diputados provinciales. Dado que Formosa completó su provincialización después del golpe de 1955, estas fueron las primeras elecciones completamente libres que celebraba la provincia.
La primera vuelta de las elecciones se realizó el 11 de marzo, al mismo tiempo que las elecciones presidenciales y legislativas a nivel nacional. Antenor Argentino Gauna, del Partido Justicialista (PJ), y apoyado por la coalición Frente Justicialista de Liberación (FREJULI) obtuvo una amplia mayoría simple en primera vuelta, pero sin el suficiente porcentaje para evitar una segunda vuelta contra Alberto Maglietti, de la Unión Cívica Radical (UCR). La segunda vuelta tuvo lugar el 15 de abril con una arrolladora victoria para Gauna, de casi el 72% de los votos, accediendo a la gobernación. En el plano legislativo, el FREJULI obtuvo mayoría simple en la Legislatura Provincial con 12 de los 25 escaños contra 7 de la UCR y 6 del MID.
Gauna no pudo completar el mandato constitucional debido a que la provincia fue intervenida pocos meses después, el 17 de noviembre de 1973, por lo que fue el primer gobernador elegido ese año en ser removido de su cargo (otros siete le siguieron).

## Resultados

### Gobernador y Vicegobernador
|  | 46,40 % |

|  | 71,76 % |

|  | 25,96 % |

|  | 28,24 % |

|  | 23,72 % |

|  | 1,87 % |

|  | 1,27 % |

|  | 0,77 % |

|  | 97,30 % |

|  | 98,71 % |

|  | 2,59 % |

|  | 1,12 % |

|  | 0,11 % |

|  | 0,18 % |

|  | 100 % |

|  | 100 % |

|  | 77,06 % |

|  | 72,12 % |

### Cámara de Diputados
|  | 46,53 % |

|  | 25,89 % |

|  | 23,61 % |

|  | 1,98 % |

|  | 1,30 % |

|  | 0,70 % |

|  | 96,01 % |

|  | 3,88 % |

|  | 0,11 % |

|  | 100 % |

|  | 77,06 % |